# Подгорье (Волынская область)
Подгорье (укр. Підгір'я) — село в Забродовской сельской общине Ковельского района Волынской области Украины.
До 2020 года входило в Ратновский район.
Код КОАТУУ — 0724288207. Население по переписи 2024 года составляет 400 человек. Почтовый индекс — 44123. Телефонный код — 3366. Занимает площадь 1,083 км².
Село расположено на правом берегу реки Припять.
Севернее села находится гидрологический заказник «Щедрогорский».

## Галерея
- Начало улицы Молодёжной
- Клуб
- Фельдшерско-акушерский пункт
- Автобусная остановка